# Millstadt
Millstadt er en by i St. Clair County i Illinois i USA og en forstad til St. Louis. Byen ligger ved krydset mellem Illinois Routes 163 (lokalt "Jefferson Avenue") og Illinois Route 158 (lokalt "Washington Avenue").
Byen er kendt for sine mange tysk-amerikanere, der udgør omkring halvdelen af byens indbyggere
Befolkningen udgjorde 2.794 ved folketællingen i 2000 census, men et er i 2006 estimeret til at udgøre 3.247.